# پوشاک ورزشی حصاری
حصاری یک شرکت تولیدی پوشاک ورزشی در ایران است. عباس انصاری‌فرد از افراد نزدیک به این شرکت است. با ورود برندهای خارجی در چند سال اخیر، حصاری به مانند چند شرکت دیگر به کلی بازار خود را در لیگ برتر فوتبال ایران از دست داده‌است.

## تأمین لباس باشگاه پرسپولیس

### نخستین قرارداد
این تولیدی در فصل ۱۳۸۶–۱۳۸۵ لباس باشگاه فوتبال پرسپولیس تهران را تأمین می‌کرد.

### جنجال لباس تقلبی ال اشپورت
در سال ۱۳۸۷، در حالی که باشگاه پرسپولیس با شرکت آل‌اشپورت برای تأمین لباسش قرارداد داشت، این شرکت لباس‌های تولید خود را با آرم کپی تقلبی اول‌اشپورت به عنوان لباس تمرین در اختیار باشگاه قرارداد. افشای این امر موجب تعجب رسانه‌ها شد و علی کریمی، بازیکن وقت پرسپولیس در این باره گفت: «بازیکنان یک دست لباس درست و حسابی ندارند و بعد مسئولان دنبال مربی خارجی می‌گردند!».

### قرارداد دوباره
در سال ۱۳۸۷، عباس انصاری‌فرد، مدیرعامل وقت باشگاه، پس از فسخ قرارداد با آل‌اشپورت، تأمین لباس‌های پرسپولیس را به شرکت حصاری سپرد.
بازیکنان پرسپولیس از کیفیت پایینِ این لباس‌ها شکایت داشتند و به دلیل تنگ و کوتاه بودنِ شورت‌ها، در چند بازی با پیراهن این شرکت و شورت مارک دیگری به بازی رفتند.
همچنین، پرسپولیس در یک بازی دوستانهٔ آن فصل، تنها یک نیمه با لباس این شرکت بازی کرد.